# Cephalophyllum subulatoides
Cephalophyllum subulatoides es una especie de planta suculenta perteneciente a la familia de las aizoáceas. Se encuentra en África.

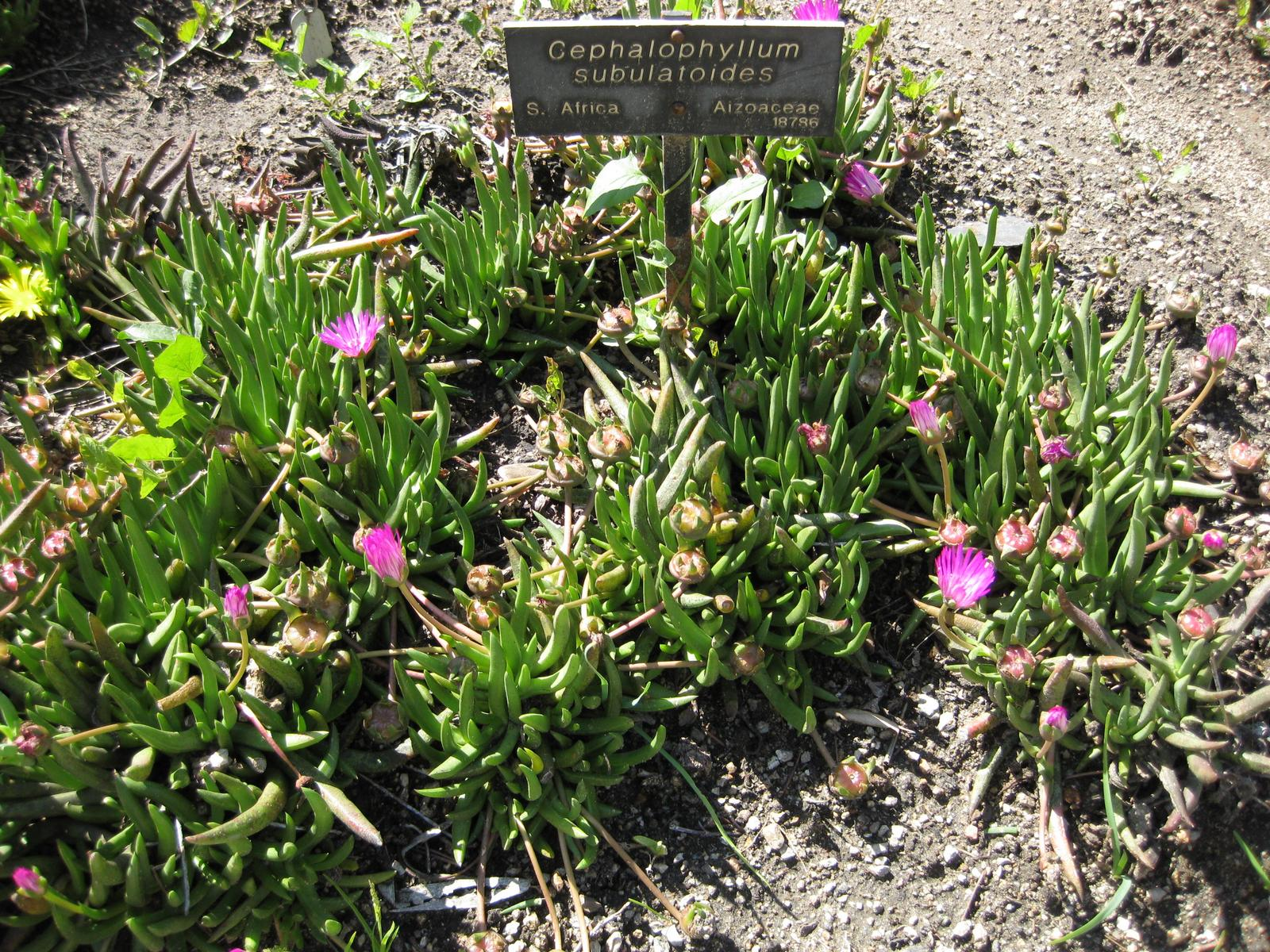
Vista de la planta

## Descripción
Es una planta suculenta perennifolia de pequeño tamaño que alcanza los 4 cm de altura y se encuentra en Sudáfrica a una altitud de 60 a 690 metros.

## Taxonomía
Cephalophyllum subulatoides fue descrita por  (Haw.) N.E.Br., y publicado en J. Bot. 67: 18. 1929
Etimología
Cephalophyllum: nombre genérico que deriva de las palabras griegas: cephalotes = "cabeza" y phyllo = "hoja".
subulatoides: epíteto latino que significa "con forma de punzón".
Sinonimia
- Cephalophyllum acutum (Haw.) L.Bolus
- Cephalophyllum diminutum (Haw.) L.Bolus
- Cephalophyllum punctatum (Haw.) N.E.Br.
- Mesembryanthemum diminutum Haw.
- Mesembryanthemum punctatum Haw.
- Mesembryanthemum subulatoides Haw.